# Ключ 177
Ключ 177 (иер. 革) со значением «кожа», 177 по порядку из 214 традиционного списка иероглифических ключей, используемых при написании иероглифов.
В словаре Канси под этим ключом содержится 305 иероглифов (из 49 030).

Вид ключа в малой печати Чжуаньшу

## Примеры иероглифов
| Доп. черты | Иероглифы                                                |
| ---------- | -------------------------------------------------------- |
| 0          | 革                                                       |
| 2          | 靪                                                       |
| 3          | 靫 靬 靭 靮 靯 靰 靱                                     |
| 4          | 靲 靳 靴 靵 靶 靷 靸 靹                                  |
| 5          | 靺 靻 靼 靽 靾 靿 鞀 鞁 鞂 鞃 鞄 鞅 鞆                   |
| 6          | 鞇 鞈 鞉 鞊 鞋 鞌 鞍 鞎 鞏 鞐 鞑 鞒                      |
| 7          | 鞓 鞔 鞕 鞖 鞗 鞘 鞙                                     |
| 8          | 鞚 鞛 鞜 鞝 鞞 鞟 鞠 鞡                                  |
| 9          | 鞢 鞣 鞤 鞥 鞦 鞧 鞨 鞩 鞪 鞫 鞬 鞭 鞮 鞯 鞰 鞱 鞲 鞳 鞴 |
| 10         | 鞵 鞶 鞷                                                 |
| 11         | 鞸 鞹 鞺 鞻                                              |
| 12         | 鞼 鞽 鞾 鞿                                              |
| 13         | 韀 韁 韂 韃                                              |
| 14         | 韄 韅                                                    |
| 15         | 韆 韇 韈                                                 |
| 17         | 韉                                                       |
| 21         | 韊                                                       |

- Примечание: Ваш браузер может отображать иероглифы неправильно.